# Écoute (surveillance)

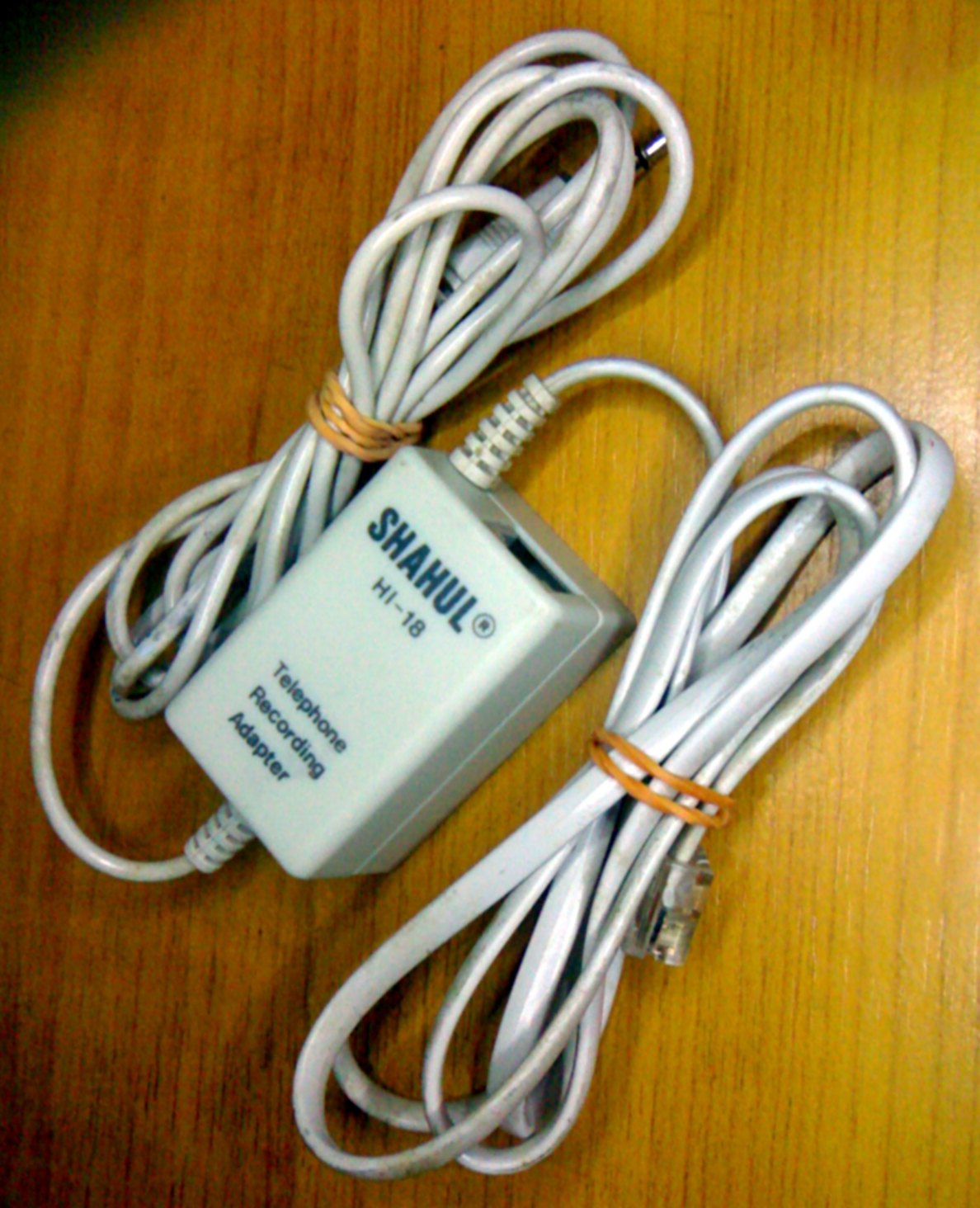
Image d'un adaptateur d'enregistrement téléphonique.

L’écoute est la surveillance par un tiers de conversations téléphoniques conventionnelles ou de communications réalisées via Internet, souvent par des moyens dissimulés.
Les dispositions légales permettent à la justice d’autoriser l’écoute sous ses différentes formes lors des enquêtes judiciaires ou lors des enquêtes administratives pilotées par les autorités ou agences de renseignement pour des motifs reconnus comme autorisés.
Parallèlement à ces formes de surveillance légale, peuvent se produire des écoutes illégales, résultant des agissements clandestins et non autorisés de personnes « privées » voire « publiques ».
Pour être légale, l’écoute nécessite une autorisation judiciaire préalable : celle-ci est donnée seulement quand il est impossible de détecter l’activité criminelle ou subversive par l’intermédiaire de moyens moins envahissants. Pour que celle-ci soit appliquée, les lois exigent souvent qu'elle permette d'instruire un crime ou un délit d’une certaine gravité.
On remarque que les tribunaux se réservent la possibilité d’accepter l’enregistrement téléphonique illégal en tant que preuve, par exemple en Allemagne selon la section 32 et 34 du code civil.

## Statut juridique
Dans les démocraties développées qui revendiquent le respect de la Loi et des droits fondamentaux, ainsi que la vie privée de leurs citoyens, cette pratique — réputée contraire au principe du secret de la correspondance — fait que l’écoute est normalement strictement encadrée et contrôlée dans de nombreux pays. 

### Écoutes en Europe
La législation européenne sur la durée de conservation des interceptions n'est pas harmonisée, mais il y a des arrêts de la Cour européenne des droits de l'homme qui restreignent son utilisation. En effet, la directive du 12 juillet 2002 sur la protection de la vie privée dans le secteur des communications électroniques n'incluait pas ce qui était, jusqu'au traité de Lisbonne (2007), les deuxième et troisième piliers, soit ce qui concernait le droit pénal, la police et les services de renseignement.

#### Écoutes en France
Il existe en France deux types d'écoutes ou de surveillance électronique des courriels, SMS, activités sur Internet, ou de consultation de « fadettes » (factures détaillées relevant toutes les télécommunications d'un abonné chez son fournisseur-prestataire) :
1. soit judiciaires : elles doivent être légalement ordonnées par un magistrat ou un juge d'instruction. Leur durée renouvelable ne peut excéder 4 mois. Elles sont pratiquées par l'Agence nationale des techniques d'enquêtes numériques judiciaires rattachée au ministère de la Justice.
2. soit administratives : ordonnées sous la responsabilité du Premier ministre et en application de l'article L. 241-2, elles portent légalement sur des « interceptions de correspondances émises par la voie des communications électroniques ayant pour objet de rechercher des renseignements intéressant la sécurité nationale, la sauvegarde des éléments essentiels du potentiel scientifique et économique de la France, ou la prévention du terrorisme, de la criminalité et de la délinquance organisées et de la reconstitution ou du maintien de groupements dissous en application de l'article L. 212-1 »[5]. L'opportunité de ce second type d'écoutes est contrôlée par une commission indépendante, la CNCTR (Commission nationale de contrôle des interceptions de sécurité), et après que l'autorisation ait été délivrée, c'est le Groupement interministériel de contrôle (GIC), rattaché à Matignon, procédera à l'écoute [5].

En 2007, la France dispose à l'Uclat (Unité de coordination de lutte antiterroriste) un système pouvant traiter 20 000 requêtes par an, dont les deux tiers sont faites à la demande de la direction de la Surveillance du territoire (DST) et des Renseignements généraux (RG). 
Dans le secteur bancaire, les données sont enregistrées pour une durée de six mois à cinq ans.
Les écoutes téléphoniques ont été facilitées par la loi n°2006-64 du 23 janvier 2006 relative à la lutte contre le terrorisme, et plus particulièrement son article 6. Entre l'été 2011 et l'été 2012, le groupement interministériel de contrôle (GIC) a traité près de 197 000 demandes de surveillance électronique, la sécurité nationale étant invoquée dans 70 % des cas.
Selon les chiffres disponibles, « entre 2007 et 2010, la masse de ces réquisitions particulières a augmenté de 40 % pour atteindre quelque 600 000 actes, dont des dizaines de milliers d'écoutes et de géolocalisation commandées aux opérateurs de télécommunication. (...) À cette occasion, le groupe Orange révélait que 160 personnes sont entièrement mobilisées par l'interception des lignes téléphoniques et par le traitement policier d'environ 15 000 fadettes par mois ».

#### Écoutes en Italie
En Italie, les garanties du citoyen soumis à une interception sont établies aux articles 14 (liberté de domicile) et 15 (liberté de correspondance et de communication) de la Constitution. Pour les parlementaires, l'article 68, paragraphe 3 de la Constitution offre une garantie supplémentaire.

#### Écoutes aux États-Unis
L'Omnibus Crime Control and Safe Streets Act de 1968 régit celle-ci lorsqu'il s'agit d'écoutes policières et judiciaires, et le Foreign Intelligence Surveillance Act de 1978 dans le cas des services de renseignement ; avant la loi de 1968, la Cour suprême les avait jugées illégales. Récemment, le Patriot Act et la National Security Agency (NSA) ont fortement élargi les capacités et pratiques de surveillance des télécommunications. La mise en place du réseau Echelon laisse entendre que cette surveillance déborde largement le simple périmètre géographique du territoire du pays.
Des employés de la NSA ont écouté les conversations de leurs petites amies ou d'autres femmes ainsi que des échanges de courriers électroniques. Les arguments avancés par les protagonistes pour justifier de telles pratiques étaient le besoin de s'entraîner ou de s'assurer que leur petite amie n'était pas impliquée dans des services de renseignement étrangers.

### Plateforme nationale des interceptions judiciaires
Le recours à la Plateforme nationale des interceptions judiciaires (Pnij), développée à partir de 2009 par Thales, est obligatoire pour toute écoute judiciaire depuis le 12 septembre 2017. La Pnij atteint à cette date un coût total d'environ 153,4 millions d'euros, pour « 8 500 écoutes (...) en cours via la Pnij et 900 000 SMS (...) interceptés par semaine ». La Cour des comptes critique en 2016 le « coût exponentiel » de la plateforme. Celle-ci connaît en 2017 une série de difficultés techniques,.

## Méthodes
Les compagnies téléphoniques sont liées à la loi par des contrats ou licences qui donnent accès à l’écoute téléphonique aux autorités. Quand la commutation téléphonique était mécanique, un détecteur devait être installé sur la ligne par un technicien, qui liait ensuite les circuits pour router le signal audio de l’appel. Maintenant que la plupart des appels ont été convertis à la technologie numérique, l’écoute téléphonique est devenue beaucoup plus facile, parce qu'accessible par ordinateur. Si le détecteur est implanté sur un commutateur numérique, l’ordinateur de commutation copie et transfère simplement les données qui représentent la conversation téléphonique à une deuxième ligne ; il est donc impossible de déterminer si une ligne est sous écoute. Un détecteur bien conçu installé sur une ligne peut être difficile à détecter. Les parasites ou bruits que certaines personnes interprètent comme une écoute téléphonique sont simplement des diaphonies créées par le couplage de signaux provenant d’autres lignes téléphoniques.
Les données sur le numéro appelant et appelé, l’heure de l’appel et la durée, sont généralement collectées automatiquement sur tous les appels et enregistrés au département de facturation de la compagnie téléphonique. Les services de sécurité peuvent accéder à ces données, souvent avec moins de restrictions législatives que pour un détecteur. Aujourd’hui, une liste de tous les appels à un numéro spécifique peut être obtenue dans un tri informatisé des factures téléphoniques.

## Localisation
Le téléphone mobile est, en termes de surveillance, un handicap et un risque majeur. Les téléphones de troisième génération (3G) ne protègent pas davantage les utilisateurs. Les données comprennent non seulement l’heure, la durée, la source et le destinataire, mais aussi l’identification de la station ou antenne, d’où l’appel a été effectué, ce qui équivaut à une localisation géographique approximative. Ces données sont enregistrées pour chaque appel et sont d’une importance capitale pour la surveillance. Il est également possible de localiser plus précisément un téléphone en combinant l’information d’un nombre d’éléments environnants (téléphones portables du secteur) et de les comparer à la durée du temps, que le signal du téléphone écouté prend pour atteindre l’antenne. Cette précision doit être spécifiquement activée par la compagnie téléphonique car il ne s'agit pas d’une opération ordinaire. Il n’y a pas de contre-mesure contre les compagnies, sauf peut-être de verrouiller le téléphone à une station unique et d'y accéder à distance en utilisant une antenne puissante (ce qui pénalise significativement la mobilité), limiter les données de localisation divulguées au réseau à un arc large et distant (pas un cercle – les antennes sont typiquement divisées en trois secteurs individuellement contrôlées, usuellement 120° chacun).
Les téléphones mobiles de première génération (1978 à 1990) peuvent facilement être écoutés par n’importe qui avec un récepteur balayant toutes les bandes, parce que ce système utilise une transmission analogique similaire à un transmetteur radio. Les téléphones portables de deuxième génération (GSM) sont plus difficiles à écouter parce qu’ils utilisent une transmission encodée numériquement, compressée et chiffrée. Cependant, les autorités peuvent écouter ces téléphones mobiles en coopérant avec la compagnie téléphonique. Pour les organisations possédant l’équipement technique adapté, comme les grandes entreprises, il est possible de surveiller les communications mobiles et de décrypter l’audio[réf. nécessaire]. D'autre part, un appareil spécifique, appelé « IMSI-catcher », peut faire croire aux téléphones mobiles qui sont dans sa zone qu’il est une station légitime du réseau mobile, car un téléphone mobile n'a pas de moyen d'authentifier le réseau. Cette faille flagrante dans la sécurité GSM, qui a été ménagée intentionnellement pour faciliter les écoutes sans que soit requise la coopération du réseau téléphonique, est peu connue[réf. nécessaire]. Une fois que le téléphone mobile accepte le IMSI-catcher en tant que station, le codage GSM peut être désactivé par l’utilisation d’une balise spéciale. Tous les appels faits à partir du téléphone qui est sur écoute passent par l'IMSI-catcher, puis sont relayés au réseau mobile. Jusqu’à présent, aucun dispositif n'alerte l’utilisateur quand une station ou un IMSI-catcher désactive le chiffrement GSM. D’autres failles de sécurité GSM permettent facilement le détournement d’appels et l’altération de données. Il n’y a aucune défense contre un IMSI-catcher d’écoute téléphonique, sauf en utilisant des téléphones sécurisés offrant un chiffrement supplémentaire de la source au destinataire. Les téléphones sécurisés commencent à apparaître sur le marché, mais ils sont souvent chers et incompatibles entre eux, ce qui limite leur prolifération, à la joie de nombreuses agences de renseignement.
Il y a eu des propositions pour que les téléphones portables européens puissent utiliser un encodage plus puissant, mais de nombreux pays européens se sont opposés (dont les Pays-Bas et l’Allemagne, qui sont parmi les pays les plus prolifiques en matière d’écoute téléphonique avec plus de 10 000 numéros de téléphones dans les deux pays en 2003[réf. nécessaire]).
Dans la plupart des pays, les cartes dites « prépayées » ne sont activées définitivement sous réserve qu’une identité soit associée au numéro et il existe les informations relatives à la facturation des communications.  
Une fois qu’un utilisateur a décliné son identité pour activer la carte SIM, il peut être tracé avec l’unique « International Mobile Subscriber Identification » (IMSI) intégré et encodé à chaque carte SIM. 
Pour l’anonymat complet, il n’est pas recommandé d’avoir un téléphone mobile sur soi, ou alors en prenant une carte SIM avec une fausse identité.